# (200191) 1999 RM110
(200191) 1999 RM110 es un asteroide perteneciente al cinturón de asteroides, descubierto el 8 de septiembre de 1999 por el equipo del Lincoln Near-Earth Asteroid Research desde el Laboratorio Lincoln, Socorro, Nuevo México.

## Designación y nombre
Designado provisionalmente como 1999 RM110.

## Características orbitales
1999 RM110 está situado a una distancia media del Sol de 2,649 ua, pudiendo alejarse hasta 3,331 ua y acercarse hasta 1,966 ua. Su excentricidad es 0,257 y la inclinación orbital 13,50 grados. Emplea 1575,12 días en completar una órbita alrededor del Sol.

## Características físicas
La magnitud absoluta de 1999 RM110 es 15,2. Tiene 4,567 km de diámetro y su albedo se estima en 0,093.